# Sindrome da carcinoide
La sindrome da carcinoide è una sindrome paraneoplastica causata dalla sregolata secrezione di ormoni (come serotonina, istamina, callicreina) da parte di cellule neoplastiche. I tumori che possono causare questa sindrome sono quelli neuroendocrini, in particolare quelli originanti dall'ileo. Presuppone la presenza di metastasi epatiche, che riducendo la capacità di clearance epatica, permettono il rilascio di ormoni direttamente nel sistema circolatorio. Fanno eccezione i tumori neuroendocrini ad origine dal distretto toracico che possono causarla anche in assenza di metastasi epatiche.

## Clinica
La sindrome è caratterizzata da: episodi asmatiformi, rash cutaneo (il cosiddetto "flushing"), diarrea, valvulopatia tricuspidale o polmonare.

## Trattamento
Si basa essenzialmente sull'impiego di farmaci biologici, in particolare gli analoghi semisintetici della somatostatina, come octreotide, lanreotide e pasireotide, in grado di controllare l'ipersecrezione ormonale ed i sintomi associati in circa l'80% dei casi.  
Può essere anche di tipo chirurgico, generalmente ad intento citoriduttivo o basato sull'impiego di metodiche locoregionali come l'embolizzazione e le radiofrequenze volte alla riduzione del numero e dimensioni delle metastasi epatiche.